# Leaf
Leaf（日语：リーフ），是AQUAPLUS旗下負責開發及發售日本成人遊戲的品牌，亦被稱為「葉子」、「葉」。

## 作品列表
※是由大阪（伊丹）開發室開發
- 1995年2月24日－ ※
- 1995年8月3日－Filsnown -光與刻- ※
- 1996年1月26日－雫　※
- 1996年7月26日－痕（日语：痕）　※
- 1997年5月23日－To Heart　※
- 1998年5月1日－白色相簿　※
- 1999年5月28日－漫畫派對
- 2000年4月28日－Magical☆Antique　※
- 2001年2月9日－誰彼　※
- 2002年4月26日－傳頌之物
- 2002年7月26日－痕 重製版　※
- 2003年2月28日－Routes　※
- 2003年9月26日－沒有天使的12月
- 2004年1月23日－雫 重製版　※
- 2005年4月28日－Tears to Tiara　※
- 2005年9月22日－　※
- 2005年12月9日－ToHeart2 XRATED　大阪、東京共同開發
- 2006年7月28日－Fullani
- 2008年2月29日 - ToHeart2 AnotherDays　大阪、東京共同開發
- 2008年12月26日 - 你在米吉多之丘的呼喚
- 2009年6月26日 -
- 2010年3月26日 - 白色相簿2 序章
- 2011年1月28日 - 星の王子くん
- 2011年12月22日 - 白色相簿2 终章
- 2018年2月14日 - 白色相簿2 EXTENDED EDITION

- 1996年11月22日－
- 1997年11月28日－
- 2000年1月28日－
- 2004年4月28日－
- 2009年12月18日－